# Sam Bailey
Pour les articles homonymes, voir Bailey.
Sam Bailey, née en 1977 à Bexley, en Angleterre, est une chanteuse anglaise, ayant remporté la dixième saison du télé-crochet britannique The X Factor. Son premier single "Skyscraper", reprise de la chanteuse américaine Demi Lovato, se classe numéro un des ventes en Angleterre lors de sa sortie le 16 décembre 2013 et est certifié disque d'argent.

## Discographie

### Albums
| Titre             | Détails                                                                   | Classement | Classement | Classement | Ventes         | Certifications |
| Titre             | Détails                                                                   | UK         | IRE        | SCO        | Ventes         | Certifications |
| ----------------- | ------------------------------------------------------------------------- | ---------- | ---------- | ---------- | -------------- | -------------- |
| The Power of Love | - Sortie: 24 mars 2014 - Label: Syco, Sony - Format: CD, digital download | 1          | 2          | 1          | - UK: 100,000+ | - BPI: Gold    |

### Singles
| 2013                                                         | "Skyscraper" | 1 | 1 | 1 | - BPI: Silver | The Power of Love |
| 2014                                                         | "Compass"    | * | * | * |               | The Power of Love |
| "—" denotes a single that did not chart or was not released. |              |   |   |   |               |                   |